# Felcsút, Fejér
Felcsút  este un sat în districtul Bicske, județul Fejér, Ungaria, având o populație de 1.791 de locuitori (2011). 

## Demografie
Componența etnică a satului Felcsút
     Maghiari (97,29%)
     Necunoscut (0,71%)
     Alții (2%)
Componența confesională a satului Felcsút
     Romano-catolici (37,74%)
     Reformați (18,98%)
     Fără religie (16,19%)
     Luterani (1,01%)
     Necunoscută (24,4%)
     Alte religii (3,85%)
Conform recensământului din 2011, satul Felcsút avea 1.791 de locuitori. Din punct de vedere etnic, majoritatea locuitorilor (97,29%) erau maghiari. Apartenența etnică nu este cunoscută în cazul a 0,71% din locuitori. Nu există o religie majoritară, locuitorii fiind romano-catolici (37,74%), reformați (18,98%), persoane fără religie (16,19%) și luterani (1,01%). Pentru 24,4% din locuitori nu este cunoscută apartenența confesională.